# أرميتاغ تريل
أرميتاغ تريل (بالإنجليزية: Armitage Trail)‏ (18 يوليو 1902، ماديسون في الولايات المتحدة - 10 أكتوبر 1930، لوس أنجلوس في الولايات المتحدة)؛ روائي أمريكي.

## روابط خارجية
- أرميتاغ تريل على موقع IMDb (الإنجليزية)
- أرميتاغ تريل على موقع قاعدة بيانات الفيلم (الإنجليزية)